# Eleccions municipals de 2015 a Solsona
Les eleccions municipals de 2015 es van celebrar a Solsona (Solsonès) el diumenge, 24 de maig de 2015, d'acord amb el Reial Decret de convocatòria d'eleccions locals realitzat el 30 de març de 2015 i publicat al Butlletí Oficial de l'Estat el dia 31 de març.
Els comicis, que van comptar amb la participació de 3.958 electors dels 6.272 possibles, van permetre la renovació dels 13 regidors que componen el Ple de l'Ajuntament de Solsona i que havient estat elegits quatre anys abans, el 22 de maig de 2011, en les darreres eleccions municipals.

## Context polític i social previ
Les eleccions venien precedides de quatre anys d'un consistori integrat per 7 regidors d'Esquerra Republicana de Catalunya (ERC-AM), 5 de Convergència i Unió (CiU) i un representant del Partit dels Socialistes de Catalunya (PSC-PM). Durant aquest temps l'alcalde havia estat David Rodríguez i Gonzàlez (ERC) amb un equip de govern format pels regidors del seu grup polític i amb la participació, també, de l'única regidora socialista de l'Ajuntament.
Al juny de 2014, Esquerra Republicana va ser la primera formació a anunciar la voluntat de presentar-se a les eleccions amb una candidatura encapçalada de nou pel batlle solsoní. Poc temps després de l'anunci es va conéixer la decisió d'un Jutjat de Sabadell que imputava a David Rodríguez, juntament amb altres alcaldes integrants de la Federació de Municipis de Catalunya, pel suposat cobrament de dietes irregulars a través d'un sistema camuflat de sobresous. La causa judicial, que durant un temps va estar present en l'actualitat solsonina, va ser arxivada per l'Audiència Provincial de Barcelona al març de 2015. El conjunt de la candidatura dels republicans va ser presentada el 22 de març.
Convergència i Unió va optar per un nou cap de llista a les eleccions municipals de Solsona. A l'estiu de 2014, la formació va presentar públicament el jove Marc Barbens i Casals com a alcadable. A nivell de partit, no va passar per alt la situació judicial del president de CDC del Solsonès i president del Consell Comarcal, Joan Solà, que va confessar la realització, nou anys enrere, d'un delicte d'aixecament de béns. A nivell comarcal quatre candidatures, formades per gent vinculada històricament amb CiU, es van presentar a través d'agrupacions independents en aquesta ocasió.
També per una cara nova va optar el Partit dels Socialistes de Catalunya amb Yasmina Valderrama al capdavant de la candidatura.
A finals de febrer de 2015 es va conèixer la notícia que la formació local El Comú, fins al 2011 amb representació a l'Ajuntament des de 1991, primer com a Fòrum, i des de 2003 com a El Comú, no concorreria a les eleccions municipals.
A través de la CUP va néixer una nova candidatura sota el nom d'Alternativa per Solsona integrada majoritàriament per gent jove i encapçalada per Òscar Garcia i Companys.
El Partit Popular, que va manifestar dificultats per elaborar una llista de cara les eleccions, es va presentar finalment amb el president comarcal de la formació, Josep Lluís Reboiro i Serra, com a cap de llista.
La sorpresa la va donar la xenòfoba Plataforma per Catalunya amb una sisena candidatura. No es té constància que els candidats, encapçalats per Alexandre Ler i Herias, siguin de la ciutat.

## Calendari electoral
- 30 de març de 2015: Convocatòria de les eleccions locals[18]
- 31 de març de 2015: Publicació del Reial Decret de convocatòria de les eleccions al Butlletí Oficial de l'Estat[18]
- 22 d'abril de 2015: Publicació provisional de les candidatures a les eleccions municipals[18]
- 28 d'abril de 2015: Proclamació de les candidatures presentades als comicis[18]
- 8 de maig de 2015: Inici de la campanya electoral[18]
- 23 de maig de 2015: Jornada de reflexió[18]
- 24 de maig de 2015: Eleccions municipals[18]
- 13 de juny de 2015: Constitució del nou Ajuntament[18]

## Candidatures
Les candidatures que es van presentar a les eleccions municipals a Solsona del 24 de maig de 2015 van ser les següents ordenades segons el número de presentació que consta a la publicació del Butlletí Oficial de la Província de Lleida:
| ERC-AM | ApS-CUP-PA | PxC                          | PSC-CP                      | PP                               | CiU |
| --- | --- | ---------------------------- | --------------------------- | -------------------------------- | --- |
| 1. David Rodríguez i González 2. Lluís Xavier Gonzàlez i Villaró 3. Ramon Xandri i Solé 4. Sara Alarcón i Postils 5. Rosó Barrera i Call 6. Isabel Roca i Guitart 7. Antoni Carralero i Ruiz 8. Josep M. Parcerissa i Albacete 9. Maria Tripiana i Viladrich 10. Raquel Tarrés i Espunyes 11. Macià Pedrosa i Claret 12. Judit Cardona i Calvo 13. Salvi Nofrarias i Bellvehí SUPLENTS: 1. M. Àngels Piñol i Mateu | 1. Òscar Garcia i Companys 2. Octavi Esteve i Armengol 3. Joan Boix i Irla 4. Pilar Viladrich i Masana 5. Marta Andreu i Prats 6. Marta Puig i Subirà 7. Mercè Jou i Cercós 8. Marcel Riu i Bonvehí 9. Oriol Gilibets i Barbens 10. Edgar Riu i Murillo 11. Júlia Carol i Andreu 12. Anna Farràs i Viladrich 13. Marcel·lí Corominas i Cots SUPLENTS: 1. Gemma Pleixats i Mateu | 1. Silvia Hernandez i Bernat | 1. Joan Enric Roures i Gené | 1. M. Dolores Madruga i Palacios | 1. Marc Barbens i Casals 2. Isabel Pérez i Martínez 3. Sílvia Torra i Vila 4. David Cervilla i Lupiáñez 5. Xavier Torres i Romero 6. Míriam Semís i Castro 7. Marc Fortó i Balletbò 8. Pilar Barons i Sala 9. César García i Sánchez 10. Anna Viladrich i Barcons 11. Manel Pelegrina i Jordan 12. Olga Ubrano i Ventura 13. Josep Maria Pujol i Cots SUPLENTS: 1. David Manzano i Soler |

## Sondeigs

### Enquesta de NacióSolsona
El mitjà de comunicació digital NacióSolsona.cat va realitzar una enquesta informal, no representativa del cens electoral de Solsona, entre els lectors del diari digital. El dia 2 de maig de 2015 es van donar a conéixer els resultats, i el mitjà va publicar una possible composició del futur consistori en funció d'una correcció proporcional a partir de la publicació parcial de l'enquesta que va tenir lloc uns dies abans.

### Sondeig dels alumnes de l'IES Francesc Ribalta de Solsona
22 alumnes del Curs d'Accés a cicles formatius de Grau Superior de l'Institut Francesc Ribalta de Solsona van realitzar un sondeig electoral com a part d'un treball acadèmic d'estadística. El treball de camp, que es va dur a terme entre el 20 i el 30 d'abril de 2015, consistia en una enquesta que podia respondre qualsevol persona amb dret a vot al municipi de Solsona. A banda dels enquestadors, que anaven en grups distribuïts per diferents zones de la ciutat i a hores divereses, es van instal·lar punts fixos de recollida de dades amb un tractament estadístic especial. Entre els paràmetres de control hi havia el sexe i la franja d'edat, el record de vot a les eleccions del 2011 i la intenció de vot a les eleccions del 24 de maig de 2015. Els resultats es van fer públics el 15 de maig de 2015, una setmana abans dels comicis.

### Resultats dels sondeigs
| Eleccions de 2011 (22/5/2011)     | 48,57% | 31,06% | 7,79% | 3,69% | -     | -     | 5,7% | - |  |  |  |  |
| Regidors                          | 7      | 5      | 1     | -     | -     | -     | -    | - |  |  |  |  |
|                                   |        |        |       |       |       |       |      |   |  |  |  |  |
| NacióSolsona(05/2015)             | 23,4%  | 28,6%  | 6,3%  | 3,2%  | 14,3% | 24,3% | -    | - |  |  |  |  |
| Projecció de regidors             | 3      | 4      | 1     | -     | 2     | 3     | -    | - |  |  |  |  |
| NacióSolsona (correcció)(05/2015) | -      | -      | -     | -     | -     | -     | -    | - |  |  |  |  |
| Projecció de regidors             | 4      | 5      | 1     | -     | 2     | 1     | -    | - |  |  |  |  |
| IES Francesc Ribalta(15/05/2015)  | -      | -      | -     | -     | -     | -     | -    | - |  |  |  |  |
| Projecció de regidors             | 6      | 4      | 1     | -     | 2     | -     | -    | - |  |  |  |  |
|                                   |        |        |       |       |       |       |      |   |  |  |  |  |

## Resultats

### Resultats de participació i per candidatura
Els resultats de les eleccions municipals van ser els següents:
| Resultats de les Eleccions Municipals a Solsona (2015) |                                                                                   |                                                                                   |                                                                                   |                                                                                   |               |              |            |           |             |
| Cens                                                   | Cens                                                                              | Cens                                                                              | Cens                                                                              | Participació                                                                      | Participació  | Participació | Abstenció  | Abstenció | Abstenció   |
| Cens                                                   | Cens                                                                              | Cens                                                                              | Cens                                                                              | Vots                                                                              | Vots          | Percentatge  | Abstenció  | Abstenció | Percentatge |
| 6.272                                                  | 6.272                                                                             | 6.272                                                                             | 6.272                                                                             | 3.958                                                                             | 3.958         | 63,11%       | 2.314      | 2.314     | 36,89%      |
| Vots totals                                            |                                                                                   |                                                                                   |                                                                                   |                                                                                   |               |              |            |           |             |
| Vàlids                                                 | Vàlids                                                                            | Vàlids                                                                            | Vàlids                                                                            | Vàlids                                                                            | Vàlids        | Vàlids       | Nuls       | Nuls      | Nuls        |
| 3.958                                                  | 3.958                                                                             | 3.958                                                                             | 3.958                                                                             | 99,04%                                                                            | 99,04%        | 99,04%       | Nuls       | Nuls      | Nuls        |
|                                                        | Vots a Candidatures                                                               | Vots a Candidatures                                                               | Percentatge                                                                       | Vots en blanc                                                                     | Vots en blanc | Percentatge  | Nuls       | Nuls      | Nuls        |
|                                                        | 3.839                                                                             | 3.839                                                                             | 96,97%                                                                            | 81                                                                                | 81            | 2,07%        | 38         | 38        | 0,96%       |
| Candidatures                                           |                                                                                   |                                                                                   |                                                                                   |                                                                                   |               |              |            |           |             |
| Candidatura                                            | Candidatura                                                                       | Candidatura                                                                       | Candidatura                                                                       | Candidatura                                                                       | Vots          | %            | Diferència | Regidors  | Diferència  |
|                                                        | Esquerra Republicana de Catalunya - Acord Municipal (ERC-AM)                      | Esquerra Republicana de Catalunya - Acord Municipal (ERC-AM)                      | Esquerra Republicana de Catalunya - Acord Municipal (ERC-AM)                      | Esquerra Republicana de Catalunya - Acord Municipal (ERC-AM)                      | 1.877         | 47,88%       | -0,69%     | 7         | -           |
|                                                        | Convergència i Unió (CiU)                                                         | Convergència i Unió (CiU)                                                         | Convergència i Unió (CiU)                                                         | Convergència i Unió (CiU)                                                         | 903           | 23,04%       | -8,02%     | 3         | -2          |
|                                                        | Alternativa per Solsona - Candidatura d'Unitat Popular - Poble Actiu (ApS-CUP-PA) | Alternativa per Solsona - Candidatura d'Unitat Popular - Poble Actiu (ApS-CUP-PA) | Alternativa per Solsona - Candidatura d'Unitat Popular - Poble Actiu (ApS-CUP-PA) | Alternativa per Solsona - Candidatura d'Unitat Popular - Poble Actiu (ApS-CUP-PA) | 609           | 15,54%       | +15,54%    | 2         | +2          |
|                                                        | Partit dels Socialistes de Catalunya - Candidatura de Progrés (PSC-CP)            | Partit dels Socialistes de Catalunya - Candidatura de Progrés (PSC-CP)            | Partit dels Socialistes de Catalunya - Candidatura de Progrés (PSC-CP)            | Partit dels Socialistes de Catalunya - Candidatura de Progrés (PSC-CP)            | 260           | 6,63%        | -1,16%     | 1         | -           |
|                                                        | Partit Popular de Catalunya (PPC)                                                 | Partit Popular de Catalunya (PPC)                                                 | Partit Popular de Catalunya (PPC)                                                 | Partit Popular de Catalunya (PPC)                                                 | 139           | 3,55%        | -0,14%     | -         | -           |
|                                                        | Plataforma per Catalunya (PxC)                                                    | Plataforma per Catalunya (PxC)                                                    | Plataforma per Catalunya (PxC)                                                    | Plataforma per Catalunya (PxC)                                                    | 51            | 1,3%         | +1,3%      | -         | -           |

### Composició de l'Ajuntament
La composició del consistori solsoní a partir de les eleccions celebrades el 24 de maig de 2015 és la següent:
| ERC-AM | CiU                                                                        | ApS-CUP-PA                                             | PSC-CP                          |
| 1. David Rodríguez i González 2. Lluís Xavier González i Villaró 3. Ramon Xandri i Solé 4. Sara Alarcón i Postils 5. Rosó Barrera i Call 6. Isabel Roca i Guitart 7. Antoni Carralero i Ruiz | 1. Marc Barbens i Casals 2. Isabel Pérez i Martínez 3. Sílvia Torra i Vila | 1. Òscar Garcia i Companys 2. Octavi Esteve i Armengol | 1. Yasmina Valderrama i Ramallo |